# Gare du Val-d'Ajol
La gare du Val-d'Ajol est une gare ferroviaire française, fermée et désaffectée, de la ligne de Corbenay à Faymont située sur le territoire de la commune du Val-d'Ajol, dans le département des Vosges en région Lorraine.

## Situation ferroviaire
Établie à 366 mètres d'altitude, la gare du Val-d'Ajol était située au point kilométrique (PK) 110,100 de la ligne de Corbenay à Faymont, entre les gares de Fougerolles et de Faymont.